# バロン・フォン・ラシク
バロン・フォン・ラシク（Baron Von Raschke、本名：James Donald Raschke、1940年10月17日 - ）は、アメリカ合衆国の元プロレスラー。ネブラスカ州オマハ出身。
もともとはアマチュアレスリングの強豪で、オリンピックの代表選手に選ばれたほどの実力者だったが、プロ転向後はナチス・ドイツ・ギミックのヒールに変身。1970年代を全盛期に、NWA、AWA、WWWFの各団体で活躍した。その風貌やキャラクターから怪奇派レスラーのムードも漂わせ、日本では「妖獣」の異名を付けられた。

## 来歴
シニア・ハイスクール時代からレスリングの名選手として活躍、1958年にネブラスカ州のヘビー級王者となり、ネブラスカ大学に入学後もビッグ・エイト・カンファレンスで優勝を果たし、オール・アメリカンに2回選出されている。1963年にスウェーデンで開催された世界大会ではグレコローマン・スタイルで銅メダルを獲得、陸軍に入隊後の1964年にもAAUのナショナル・チャンピオンシップで優勝。同年の東京オリンピックにもアメリカ代表で出場が決定していたが、怪我のために参加を断念。オマハに戻った後、同地区のプロモーターだったジョー・デュセックからAWAの総帥バーン・ガニアを紹介され、同じくレスリング出身だったガニアのトレーニングのもと、1966年にプロレス入り。
当初はジム・ラシク（Jim Raschke）のリングネームで正統派レスラーとして活動していたが、1967年にマッドドッグ・バションの助言により、カナダのモントリオールにてスキンヘッドのナチス・ドイツ・ギミックに変身し、バロン・フォン・ラシク（Baron Von Raschke）を名乗ってヒールに転向。このギミックの先達フリッツ・フォン・エリックにあやかったブレーン・クローをフィニッシュ・ホールドに、同年11月27日にエドワード・カーペンティアからIWAインターナショナル・ヘビー級王座を奪取して脚光を浴びる。1968年末よりテキサスの東部地区に参戦して、フリッツ・フォン・エリックやワフー・マクダニエルと抗争を展開。1969年4月1日にはエリックからNWAアメリカン・ヘビー級王座を奪取、同年6月3日にはトーナメントの決勝でホセ・ロザリオを破り、空位となっていたテキサス・ブラスナックル王座を獲得した。
1970年はAWAの提携団体だったインディアナポリスのWWAに登場。ボビー・ヒーナンをマネージャーに従え、3月7日にディック・ザ・ブルーザーからWWA世界ヘビー級王座を奪取する。以降もWWAを主戦場に、同じくヒーナンがマネージメントしていたザ・ブラックジャックスのブラックジャック・マリガンやブラックジャック・ランザとも共闘、ブルーザーをはじめウイルバー・スナイダーやカウボーイ・ボブ・エリスらと抗争を繰り広げ、WWA世界ヘビー級王座には通算3回戴冠。1973年2月24日にはアーニー・ラッドをパートナーに、ブルーザー&クラッシャー・リソワスキーを下してWWA世界タッグ王座も獲得している。

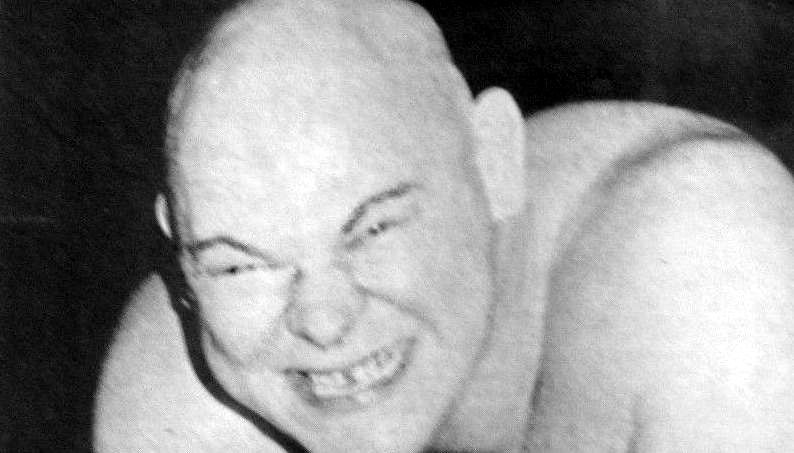
1975年

1974年より本拠地のAWAに戻り、ドイツ出身のホースト・ホフマンと組んでビル・ロビンソン&ジェフ・ポーツのイギリス人コンビと英独のタッグ抗争を展開。ガニアのAWA世界ヘビー級王座にも再三挑戦し、アンドレ・ザ・ジャイアントともシングルマッチで対戦した。1976年9月30日にはNWAセントラル・ステーツ地区においてバションと組み、ブラック・ゴールドマン&エル・ゴリアスから同地区認定のNWA世界タッグ王座を奪取している。
1976年12月からはフレッド・ブラッシーをマネージャーに迎えてWWWFに登場。ニューヨークのマディソン・スクエア・ガーデンでの定期戦において、WWWFヘビー級王者のブルーノ・サンマルチノに1977年3月28日と4月25日の2カ月連続で挑戦、5日後にスーパースター・ビリー・グラハムに敗れて王座から陥落するサンマルチノの最後のチャレンジャーを務めた。チーフ・ジェイ・ストロンボー&ビリー・ホワイト・ウルフが保持していたWWWF世界タッグ王座にも、スタン・スタージャックらと組んで東部各地で挑戦している。

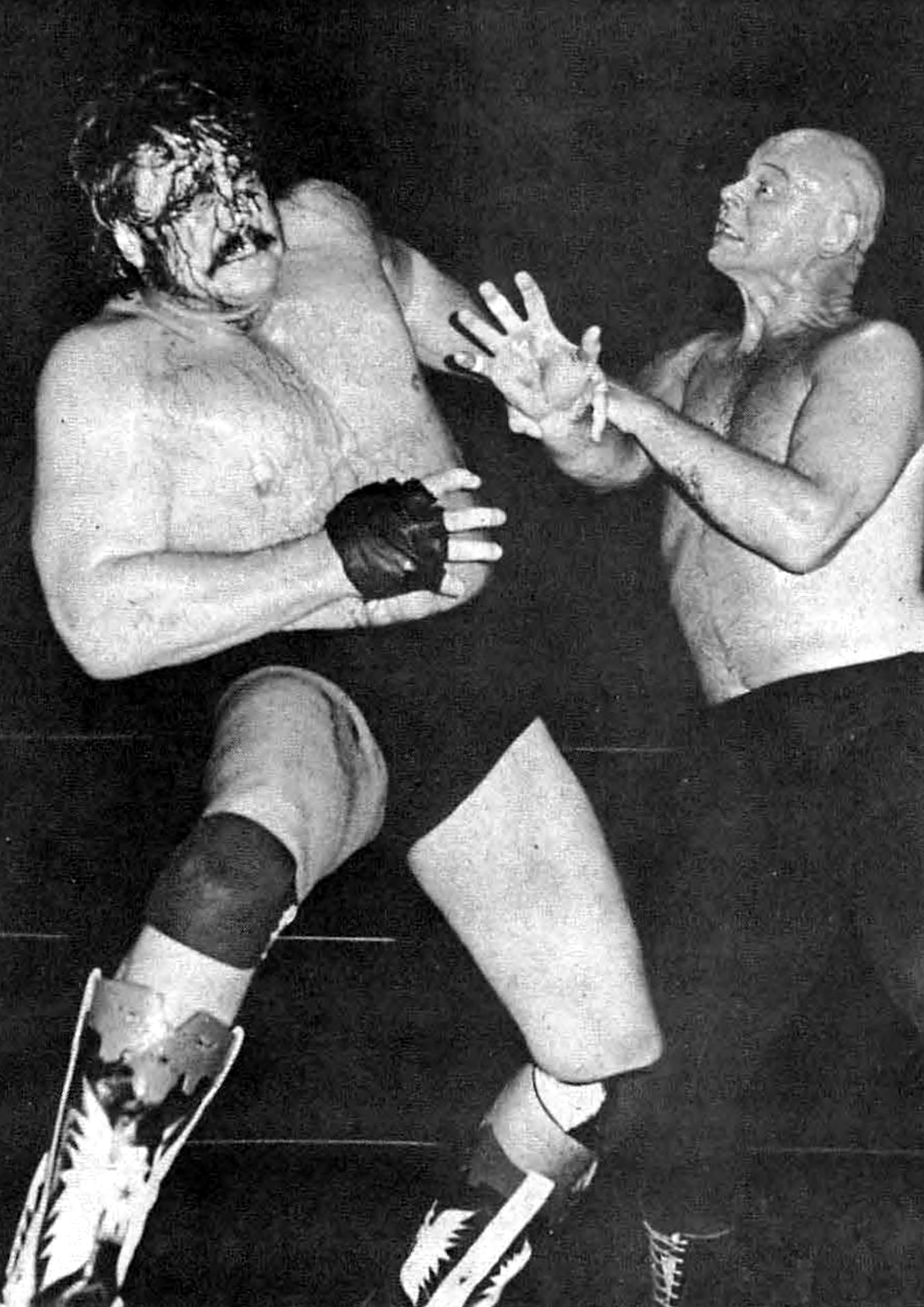
ブラックジャック・マリガン（左）を流血に追い込むラシク（1978年）

その後はジム・クロケット・ジュニア主宰のミッドアトランティック・チャンピオンシップ・レスリングで活動。1977年10月12日、リッキー・スティムボートを破ってNWAミッドアトランティックTV王座を獲得。1978年6月7日にはグレッグ・バレンタインと組んでスティムボート&ポール・ジョーンズから同地区版のNWA世界タッグ王座を奪取。ヒールターンしたジョーンズとのコンビでも、1979年5月1日にジミー・スヌーカ&ポール・オーンドーフ、8月22日にマリガン&リック・フレアーを破って同王座を獲得、スティムボート&ジェイ・ヤングブラッドのアイドル・チームともタイトルを争った。
1980年代初頭はジョージアやフロリダなどNWAの南部テリトリーで活動。ジム・バーネット主宰のジョージア・チャンピオンシップ・レスリングでは、1980年6月8日にオースチン・アイドルを破りNWAジョージア・ヘビー級王座を獲得。エディ・グラハム主宰のチャンピオンシップ・レスリング・フロム・フロリダでは、同年11月21日にバリー・ウインダムからNWAフロリダTV王座を奪取、ダスティ・ローデスやジャック・ブリスコ、ボボ・ブラジル、バグジー・マグローとも抗争を展開した。NWAの総本山だったセントルイスのキール・オーディトリアムにも度々登場し、デビッド・フォン・エリックやテッド・デビアスとのシングルマッチ、ディック・マードックやブルーザー・ブロディと組んでの6人タッグマッチなどに出場している。
1981年3月よりベビーフェイスのポジションで古巣のAWAに復帰し、ビッグ・ジョン・スタッド、ジェリー・ブラックウェル、ジェシー・ベンチュラ、アドリアン・アドニスらと対戦。1982年には当時AWAでブレイク中だったハルク・ホーガンともタッグを組み、ヒーナン・ファミリーのニック・ボックウィンクル、ケン・パテラ、ボビー・ダンカンと抗争した。1984年5月6日には旧敵クラッシャーとのベテラン・コンビでパテラ&ブラックウェルからAWA世界タッグ王座を奪取、8月25日にロード・ウォリアーズに敗れるまで保持した。

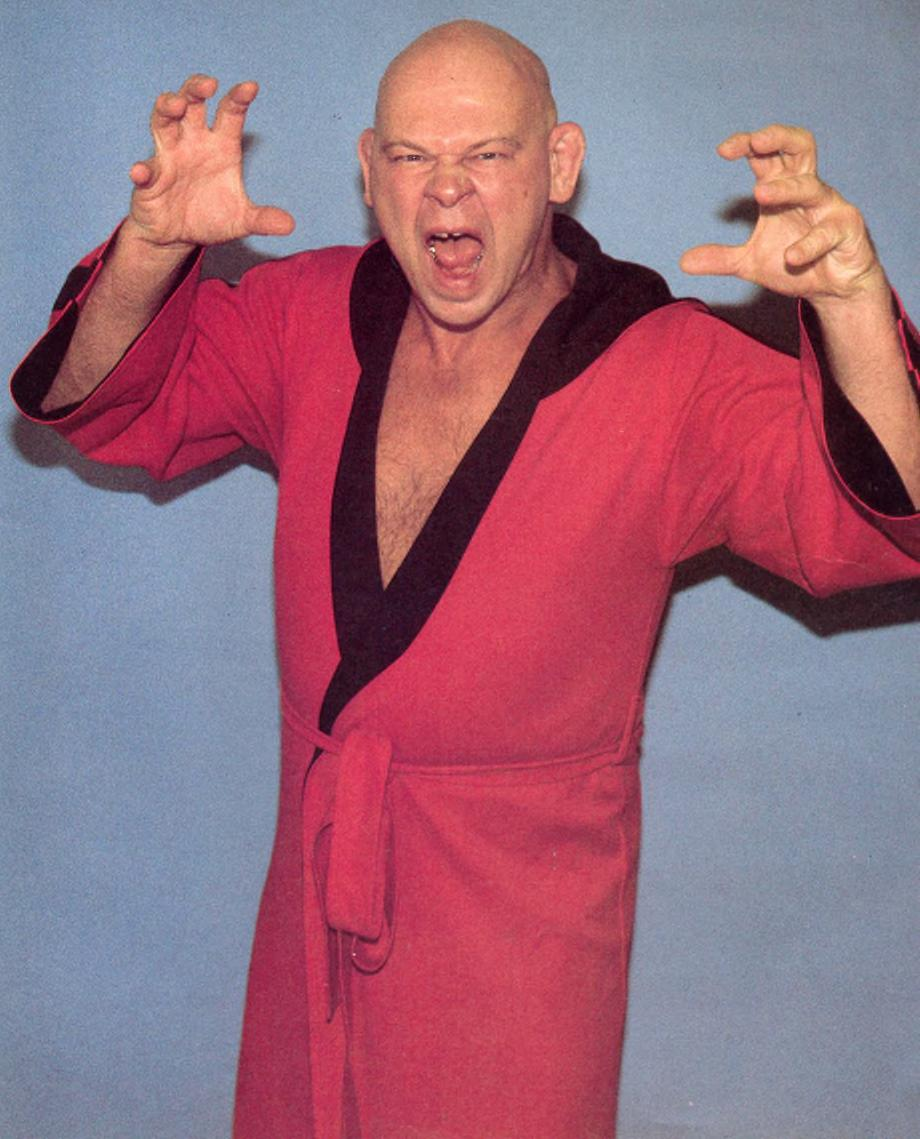
1985年

1986年にはミッドアトランティック地区にて、負傷したクラッシャー・クルスチェフの代打としてイワン・コロフ&ニキタ・コロフのザ・ラシアンズと共闘。再びヒールとなり、同地区でフェイスターンしていたウォリアーズとの抗争を再開した。1988年には短期間ながらWWFに登場、ザ・バロン（The Baron）の名義でパワーズ・オブ・ペイン（ザ・バーバリアン&ザ・ウォーロード）のマネージャーを務めた。
以降はAWAに戻り、1991年にAWAの活動が終了するまで単発的にリングに上がっていた。その後もインディー団体に時折出場していたが、1995年に引退。以降もカリフラワー・アレイ・クラブなどのOB会やイベントに時折顔を見せており、2010年4月17日にはTNAロックダウンのファンフェスタに、ヒーナンやドリー・ファンク・ジュニアと共にレジェンドとして出席した。
プライベートでは物静かな読書家でもあり、博学で紳士的な一面も持ち合わせる。本人は、ヒールを演じることで本来の自分とは別の人格になり切れたことを楽しんでいたという。

### 日本での活躍
1964年の東京オリンピックには不参加となったが、7年後の1971年10月、AWAと提携していた国際プロレスへの参戦でプロとしての初来日が実現。10月27日に盛岡にてダニー・リンチと組みサンダー杉山&ラッシャー木村のIWA世界タッグ王座に、11月12日に銚子にてストロング小林のIWA世界ヘビー級王座にそれぞれ挑戦している。1972年3月の再来日では、ドン・レオ・ジョナサン、ジョージ・ゴーディエンコ、ホースト・ホフマン、そして当時モンスター・ロシモフと名乗っていたアンドレ・ザ・ジャイアントらと共に『第4回IWAワールド・シリーズ』に出場。ブロック首位の戦績で決勝トーナメントに勝ち進み、準決勝でロシモフと対戦、敗れはしたもののレスリング・テクニックでロシモフを翻弄した。リーグ戦終了後のワールド選抜シリーズ開幕戦にも残留参戦し、5月7日に旭川にて小林のIWA世界ヘビー級王座に再挑戦した。1974年9月の3度目の来日では、AWAでも共闘していたスーパースター・ビリー・グラハムと組み、9月23日に東京の日大講堂で木村&グレート草津のIWA世界タッグ王座に挑戦。10月3日の岡山大会でも、ザ・キウィズのニック・カーターをパートナーに木村&草津に再挑戦している。10月5日には愛知県体育館にて木村と、シリーズ最終戦の10月10日には宮古にて草津と、それぞれ金網デスマッチを行った。
1975年下期より国際プロレスがAWAとの提携を解消したことに伴い、日本での活動の場をAWAの新しい提携先となった全日本プロレスに移行。同年12月開催の『オープン選手権』で全日本に初登場し、開幕戦でジャイアント馬場と対戦している。12月9日に福岡で行われたドリー・ファンク・ジュニアとの公式戦では、スピニング・トー・ホールドを決められながらブレーン・クローでドリーを迎撃するという名場面を見せた。1977年3月20日にはノースカロライナ州グリーンズボロにて馬場のPWFヘビー級王座に挑戦。同年5月の再来日では札幌でジャンボ鶴田のUNヘビー級王座に挑戦した。1979年1月の来日時には、1月3日に後楽園ホールでキング・イヤウケアと組んで馬場&鶴田のインターナショナル・タッグ王座に挑戦。特別参加のフリッツ・フォン・エリックとのタッグも実現した。1981年11月には、キラー・カール・クラップとのクロー・コンビで『世界最強タッグ決定リーグ戦』に出場。馬場&鶴田、天龍源一郎&阿修羅・原、ザ・ファンクス、ブルーザー・ブロディ&ジミー・スヌーカ、ハーリー・レイス&ラリー・ヘニング、タイガー・ジェット・シン&上田馬之助、ザ・シーク&マーク・ルーインといったチームと公式戦で対戦したが、白星は極道コンビからの1勝のみで終わった。現役での来日はこれが最後となったが、1984年5月2日にミネソタ州ロチェスターにて、日本でニック・ボックウィンクルを破りAWA世界ヘビー級王者としてアメリカに遠征してきた鶴田に挑戦している。

## 得意技
- ブレーン・クロー
- サイド・スープレックス
- エルボー・ドロップ

## 獲得タイトル
インターナショナル・レスリング・アソシエーション（モントリオール）
- IWAインターナショナル・ヘビー級王座：1回[6]

ワールド・レスリング・アソシエーション（インディアナポリス）
- WWA世界ヘビー級王座：3回[10]
- WWA世界タッグ王座：1回（w / アーニー・ラッド）[11]

ジョージア・チャンピオンシップ・レスリング
- NWAジョージア・ヘビー級王座：1回[21]

チャンピオンシップ・レスリング・フロム・フロリダ
- NWAフロリダTV王座：1回[22]

NWAビッグタイム・レスリング
- NWAアメリカン・ヘビー級王座：1回[8]
- NWAアメリカン・タッグ王座：1回（w / ダスティ・ローデス）[50]
- NWAテキサス・ブラスナックル級王座：1回[9]

アメリカン・レスリング・アソシエーション
- AWA世界タッグ王座：1回（w / クラッシャー・リソワスキー）[29]

セントラル・ステーツ・レスリング
- NWA北米タッグ王座（セントラル・ステーツ版）：2回（w / ハーリー・レイス）[51]
- NWA世界タッグ王座（セントラル・ステーツ版）：1回（w / マッドドッグ・バション）[14]

ミッドアトランティック・チャンピオンシップ・レスリング
- NWAミッドアトランティックTV王座：1回[19]
- NWA世界タッグ王座（ミッドアトランティック版）：3回（w / ポール・ジョーンズ×2、グレッグ・バレンタイン）[20]
- NWA世界6人タッグ王座（ミッドアトランティック版）：1回（w / イワン・コロフ&ニキタ・コロフ）[52]

プロレスリング・アメリカ
- PWAタッグ王座：2回（w / ケン・パテラ、ブラッド・レイガンズ）[4]

## マネージャー
- ボビー・ヒーナン（AWA、WWA）
- フレッド・ブラッシー（WWWF）
- サー・オリバー・フンパーディンク（CWF）
- ポール・ジョーンズ（MACW）